# Agrapha calceolaris
Agrapha calceolaris är en fjärilsart som beskrevs av Walker 1857. Agrapha calceolaris ingår i släktet Agrapha och familjen nattflyn. Inga underarter finns listade i Catalogue of Life.